# Mitsubishi Electric
Mitsubishi Electric Corporation (三菱電機株式会社, Mitsubishi Denki Kabushiki-gaisha) est une entreprise japonaise de fabrication de matériel électrique et architectural ainsi que l'un des plus grands producteurs mondiaux de panneaux photovoltaïques où ses principaux concurrents sont Sharp, Kyocera, BP Solar et Shell Solar.
Mitsubishi Electric est membre de l'association européenne des équipementiers automobiles, le CLEPA.

## Historique
Fondée le 15 janvier 1921, Mitsubishi Electric fait partie du conglomérat Mitsubishi et entre dans la composition du TOPIX 100. 
En France, la marque est leader dans le marché de la pompe à chaleur et climatisation réversible[Quand ?].
En janvier 2016, Mitsubishi Electric écope avec la compagnie Hitachi d'une amende sur décision de la Commission européenne, pour avoir formé un cartel violant les règles de concurrence.

## Actionnaires
Liste des principaux actionnaires au 8 octobre 2019.
| Nom                                            | Actions     | %     |
| Dodge & Cox                                    | 107 612 614 | 5,01% |
| Sumitomo Mitsui Trust Asset Management         | 88 291 300  | 4,11% |
| Meiji Yasuda Life Insurance                    | 81 862 000  | 3,81% |
| Nippon Life Insurance                          | 61 639 000  | 2,87% |
| BlackRock Fund Advisors                        | 54 360 667  | 2,53% |
| Mitsubishi Electric (salariés)                 | 42 038 000  | 1,96% |
| BlackRock Japan                                | 32 674 600  | 1,52% |
| Nikko Asset Management                         | 31 191 100  | 1,45% |
| Mitsubishi Heavy Industries (fonds de pension) | 22 565 000  | 1,05% |
| Mitsubishi UFJ Financial                       | 20 014 371  | 0,93% |